# 中央精神文明建设指导委员会
中央精神文明建设指导委员会（简称“中央文明委”）是中国共产党中央委员会下属的存在于1997年至2022年的指导中华人民共和国全国精神文明建设工作的议事机构。其實際职能是掌控全國意識形態及宣傳。其日常工作由中央精神文明建设指导委员会办公室（简称“中央文明办”，正部级单位）负责处理。由于其近几任主管皆为中共中央政治局常委，所以其在宣传、意识形态领域的话语权和影响力居于中共中央宣传部之上。
目前，该机构的职权事实上由中央宣传思想文化工作领导小组行使。

## 历任负责人
该委员会成立於1997年4月21日，丁关根任主任，李铁映任副主任，刘云山任办公室主任。 

### 第十五届中央委员会期间
- 主任：丁关根[2] （中央政治局委员、书记处书记，中央宣傳部部长）
- 副主任：李铁映 （中央政治局委员、中国社会科学院院长）

### 第十六届中央委员会期间
- 主任：李长春[2] （中央政治局常委）
- 副主任：
  - 刘云山 （中央政治局委员、中央书记处书记，中央宣傳部部长）
  - 陈至立 （国务委员）

### 第十七届中央委员会期间
- 主任：李长春 （中央政治局常委）
- 副主任：
  - 刘云山 （中央政治局委员、中央书记处书记，中央宣傳部部长）
  - 刘延东 （中央政治局委员、国务委员）
  - 刘淇（中央政治局委员，2012年7月任[3]）

### 第十八届中央委员会期间
- 主任：刘云山[2] （中央政治局常委、中央书记处书记，中央党校校长）
- 副主任：
  - 刘奇葆 （中央政治局委员、中央书记处书记，中央宣傳部部长）
  - 刘延东 （中央政治局委员、国务院副总理）
  - 郭金龙 （中央政治局委员、2017年5月任[4]）

### 第十九届中央委员会期间
- 主任：王沪宁[2] （中央政治局常委、中央书记处书记、中央政策研究室主任）
- 副主任：
  - 孙春兰 （中央政治局委员、国务院副总理）
  - 黄坤明 （中央政治局委员、中央书记处书记、中央宣傳部部长）